# Kościół Wniebowzięcia Najświętszej Maryi Panny w Chotomowie
Kościół pw. Wniebowzięcia Najświętszej Maryi Panny w Chotomowie – świątynia rzymskokatolicka wybudowana w latach 1861–1865 w Chotomowie, będąca kościołem parafialnym Parafii Wniebowzięcia Najświętszej Maryi Panny w Chotomowie.

## Historia
Świątynia powstała na miejscu drewnianego kościoła, o którym w 1775 podczas wizytacji generalnej parafii delegat wizytatora Marcin Krajeński napisał: „ten parafialny kościół od 400 lat i wyżej zostaje”. Nowy kościół ufundował Maurycy Eustachy Potocki i był budowany w latach 1861–1865 według projektu Franciszka Marii Lanciego, który nadał budowli kształt neogotycki. Konsekracji dokonano w 1893. W końcu XIX wieku zostały dobudowane kaplice boczne.
W odległości ok. 60 metrów na północ od kościoła równocześnie z jego budową wzniesiono plebanię. W kompleksie parafialnym, przy dzisiejszej ul. Partyzantów 8, wybudowano w latach 20. Dom Ludowy, pełniący obecnie rolę domu katechetycznego. Pierwotnie kościół otaczał cmentarz, lecz został on zamknięty wraz z otwarciem w XIX wieku nowego cmentarza położonego przy ul. Kościelnej. Pozostałością starego cmentarza jest drewniany krzyż z inskrypcją „1826”.
Podczas działań wojenny w 1944 kościół został poważnie uszkodzony: zrujnowana została ściana wschodnia, zawalił się dach i sklepienie. Uszkodzona została część wystroju świątyni. Odbudowy dokonano w latach 1950–1953.

## Architektura i wystrój
Obiekt jest usytuowany w południowej części Chotomowa, na lekkim wzniesieniu. Prezbiterium jest zwrócone ku północy.
Jest to kościół jednonawowy, ma płytkie jednoboczne prezbiterium. Bryła jest oszkarpowana, pokryta dwuspadowym dachem, ze szczytem od strony południowej. Fasada ma ostrołukowy portal z trzema ostrołukowymi portalami, mieszczącymi figury: Chrystus u słupa, Matka Boska Bolesna, Św. Józef z Dzieciątkiem.
W ołtarzu głównym znajduje się XVIII-wieczny obraz Wniebowzięcia Najświętszej Marii Panny. W bocznych kaplicach umieszczono neogotyckie ołtarze. Z pierwotnego wystroju zachował się konfesjonał i fotel dla celebransa.